# دنوشر
دنوشر إحدى قرى مركز المحلة الكبرى التابع لمحافظة الغربية بجمهورية مصر العربية.

## التاريخ
ذكر أميلينو في جغرافيته أن اسمها القبطي Tianoscher. ذكرها علي مبارك في كتابه الخطط التوفيقية، حيث ذكر أنها من قرى مديرية الغربية بقسم المحلة الكبرى، وأن القرية كانت تسمى في العصر الروماني باسم «بنانوشر» وكان بها كنيسة قديمة تحت رعاية القديس «مار بطليموس» تتبع «أسقفية سخاوانة». وأضاف علي مبارك أن بالقرية جامعان أحدهما بمنارة، ومعمل دجاج ونساجون لثياب الصوف، ومساحة أراضيها 2,100 فدان تروى بعدد من السواقي.

## التعليم
تصل نسبة الأمية في القرية إلى 47.06% بين من تجاوزوا العاشرة من عمرهم، بينما تصل نسبة من حصلوا على تعليم جامعي إلى 3.09% من جملة السكان.

## السكان
بلغ عدد سكان دنوشر 13,089 نسمة حسب تقدير عام 2018.
| السنة  | 1882 | 1897 | 1907 | 1927 | 1947 | 1960 | 1976 | 1986 | 1996 | 2006  | 2018   |
| ------ | ---- | ---- | ---- | ---- | ---- | ---- | ---- | ---- | ---- | ----- | ------ |
| القرية | 1890 | 2466 | 2496 | 2136 | 2333 | 3862 | 5450 | 6849 | 8394 | 9,813 | 13,089 |